# Daniel Huger

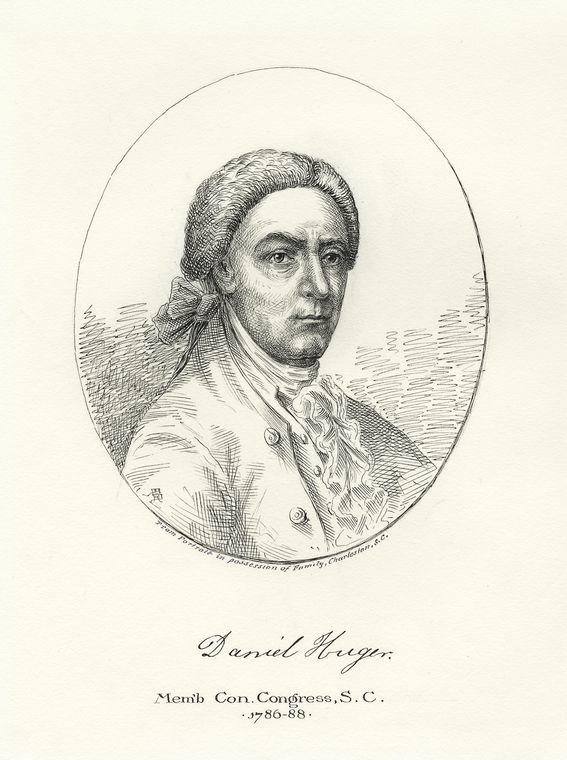
Daniel Huger

Daniel Huger (* 20. Februar 1742 im Berkeley County, Province of South Carolina; † 6. Juli 1799 in Charleston, South Carolina) war ein US-amerikanischer Politiker. Zwischen 1789 und 1793 vertrat er den Bundesstaat South Carolina im US-Repräsentantenhaus.

## Werdegang
Daniel Huger wurde auf der Limerick-Plantage geboren und erhielt dort zunächst eine private Erziehung. Später besuchte er die öffentlichen Schulen in Charleston. Zwischenzeitlich studierte er im damaligen Mutterland England. Zwischen 1773 und 1775 war er Abgeordneter im kolonialen Repräsentantenhaus. 1775 war er auch als Friedensrichter in seiner Heimat tätig. In den folgenden Jahren begann Huger in South Carolina eine politische Laufbahn. Von 1778 bis 1780 war er Abgeordneter im Repräsentantenhaus von South Carolina. Im Jahr 1780 gehörte er dem Regierungsrat seines Staates an; von 1786 bis 1788 saß Huger im Kontinentalkongress. Er zählte als Befürworter der Regierungspolitik von Präsident George Washington und Alexander Hamilton zur Pro-Administration-Fraktion.
Bei den Wahlen zum ersten Kongress im Jahr 1788 wurde Daniel Huger im dritten Wahlbezirk von South Carolina in das US-Repräsentantenhaus gewählt. Dort trat er am 4. März 1789 sein neues Mandat an. Nach einer Wiederwahl im Jahr 1790 konnte er bis zum 3. März 1793 zwei Legislaturperioden im Kongress absolvieren. Nach dem Ende seiner Zeit im Repräsentantenhaus zog sich Huger auf seine "Wateree"-Plantage zurück. Von dort aus verwaltete er seine inzwischen umfangreichen Ländereien. Er starb am 6. Juli 1799 in Charleston und wurde dort auch beigesetzt. Sein Sohn Daniel (1779–1854) war von 1843 bis 1845 US-Senator für South Carolina.